# Rough Diamonds
| 전문가 평가   | 전문가 평가 |
| 평가 점수     | 평가 점수   |
| 출처          | 점수        |
| ------------- | ----------- |
| AllMusic      | [ 2 ]       |
| Rolling Stone | [ 3 ]       |

《Rough Diamonds》는 1982년 8월 12일에 발매된 영국의 하드 록 밴드 배드 컴퍼니의 여섯 번째 스튜디오 음반이다. 《Rough Diamonds》는 전작인 《Desolation Angels》와 마찬가지로 1981년 3월과 4월에 잉글랜드 서리주의 리지 팜 스튜디오에서 녹음되었으며, 오지 오스본과의 작업으로 유명한 맥스 노먼이 엔지니어링을 맡았다.

## 배경
이 음반은 배드 컴퍼니의 오리지널 라인업의 마지막 음반이자 폴 로저스가 참여한 마지막 스튜디오 음반이었다. 세션은 처음부터 험난했다. 먼저, 그들의 매니저인 피터 그랜트는 1980년 레드 제플린의 드러머 존 본햄이 사망한 후 시야에서 철수했다. 그리고 또 다른 경우에는 폴 로저스와 보즈 버렐 사이에 주먹다짐이 벌어졌는데, 두 밴드 동료는 믹 랠프스와 사이먼 커크의 제지를 받았다. 음반 이후 밴드는 해체되었고 로저스는 이듬해 첫 솔로 음반인 《Cut Loose》를 발매할 예정이었다.
로저스가 작곡한 음반의 오프닝 트랙 〈Electricland〉는 음반의 가장 큰 히트곡이었다. 로저스의 〈Painted Face〉는 록 방송국에서도 큰 인기를 끌었다. 이 음반은 1982년 빌보드 200 차트에서 실망스러운 26위에 오르며 오리지널 라인업에서 가장 많이 팔린 음반이 되었다. 이 음반은 1994년에 리마스터드되어 다시 발매되었다.

## 곡 목록
| #  | 제목                  | 작사·작곡           | 재생 시간 |
| -- | --------------------- | ------------------- | --------- |
| 1. | 〈Electricland〉      | 폴 로저스           | 5:29      |
| 2. | 〈Untie the Knot〉    | 로저스, 사이먼 커크 | 4:07      |
| 3. | 〈Nuthin' on the TV〉 | 보즈 버렐           | 3:46      |
| 4. | 〈Painted Face〉      | 로저스              | 3:24      |
| 5. | 〈Kickdown〉          | 믹 랠프스           | 3:35      |

| #   | 제목                   | 작사·작곡 | 재생 시간 |
| --- | ---------------------- | --------- | --------- |
| 6.  | 〈Ballad of the Band〉 | 버렐      | 2:10      |
| 7.  | 〈Cross Country Boy〉  | 로저스    | 3:00      |
| 8.  | 〈Old Mexico〉         | 랠프스    | 3:49      |
| 9.  | 〈Downhill Ryder〉     | 로저스    | 4:09      |
| 10. | 〈Racetrack〉          | 로저스    | 4:44      |